# Pseudosparna triangulata
Pseudosparna triangulata es una especie de escarabajo longicornio del género Pseudosparna, categorizada en la tribu Acanthocinini, de la subfamilia Lamiinae. Fue descrita por Nascimento & McClarin en 2018.
Mide 6,6 mm de longitud. Se distribuye por América del Sur: Ecuador.